# Lipowa Góra (Reszel)
Lipowa Góra (deutsch Lindenberg) ist ein kleiner Ort in der polnischen Woiwodschaft Ermland-Masuren und gehört zur Gmina Reszel (Stadt- und Landgemeinde Rößel) im Powiat Kętrzyński (Kreis Rastenburg).

## Geographische Lage
Lipowa Góra liegt in der nördlichen Mitte der Woiwodschaft Ermland-Masuren, zwei Kilometer südlich der einstigen Kreisstadt Rößel (polnisch Reszel) und 15 Kilometer südwestlich der heutigen Kreismetropole Kętrzyn (deutsch Rastenburg).

## Geschichte
Der heutige Weiler (polnisch Osada) entstand vor 1858 als großer Hof unter der Bezeichnung Abbau Lingenau und war ein  Wohnplatz innerhalb der Landgemeinde Robawen (1938 bis 1945 Robaben, polnisch Robawy). Unter dem Datum vom 13. August 1858 hieß es offiziell: Dem von dem Grundbesitzer Joseph Lingenau in den Grenzen des Dorfes Robawen neu errichteten Etablissement ist der Name LINDENBERG beigelegt worden, ohne daß in den bisherigen kommunalen-, polizeilichen und sonstigen Verhältnissen hierdurch etwas geändert wird. Über die Muttergemeinde gehörte Lindenberg bis 1945 zum Kreis Rößel im Regierungsbezirk Königsberg (ab 1905: Regierungsbezirk Allenstein) in der preußischen Provinz Ostpreußen. 1885 zählte der Ort 47, 1905 nur noch 21 Einwohner.
In Kriegsfolge kam Lindenberg mit dem gesamten südlichen Ostpreußen im Jahre 1945 zu Polen und erhielt die polnische Namensform „Lipora Góra“. Heute ist es eine Ortschaft im Verbund der Stadt- und Landgemeinde Reszel (Rößel) im Powiat Kętrzyński (Kreis Rastenburg), bis 1998 der Woiwodschaft Olsztyn, seither der Woiwodschaft Ermland-Masuren zugehörig.

## Kirche
Bis 1945 war Lindenberg in die evangelische Kirche Rößel in der Kirchenprovinz Ostpreußen der Kirche der Altpreußischen Union sowie in die katholische Pfarrei Rößel im damaligen Bistum Ermland eingepfarrt.
Der Bezug nach Reszel besteht katholischerseits auch heute, wobei die Pfarrei jetzt zum Erzbistum Ermland in der polnischen katholischen Kirche gehört. Die evangelischen Kirchenglieder orientieren sich zur Pfarrkirche Kętrzyn in der Diözese Masuren der Evangelisch-Augsburgischen Kirche in Polen.

## Verkehr
Lipowa Góra liegt südwestlich der Woiwodschaftsstraße 594 und ist über eine Stichstraße, die südlich von Robawy von der DW 594 abzweigt, zu erreichen. Eine Bahnanbindung gibt es nicht.